# Приховування расового походження

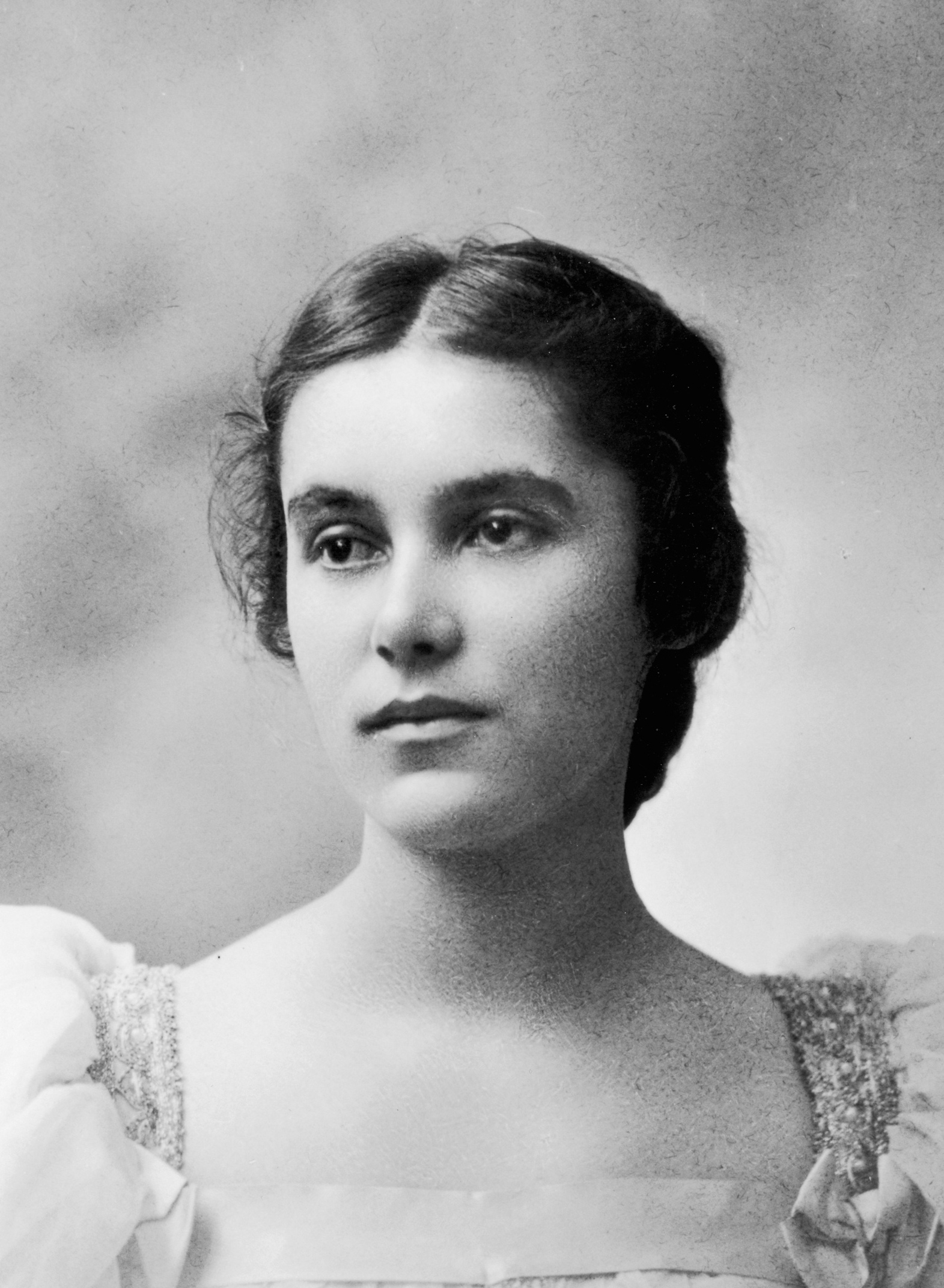
Аніта Флоренс Хеммінгс, перша афроамериканка, яка закінчила Вассар-коледж, з соціально-економічних причин вважалася білою.

Приховування расового походження — свідоме уникання розкриття свого расового походження з метою уникнення дискримінації, переслідувань чи соціального відчуження. У Сполучених Штатах Америки таке приховування відбувалася, коли особа, яку класифікували як чорну за своєю расою у Сполучених Штатах Америки, прагнула бути прийнятою або сприйнятою як член іншої расової групи, зазвичай білої. Історично цей термін використовувався переважно у Сполучених Штатах для позначення темношкірої людини, особливо мулата, який асимілювався з білою більшістю, щоб уникнути правових та соціальних умовностей расової сегрегації та дискримінації. На довоєнному Півдні видаючи себе за білого було тимчасовим маскуванням, яке використовувалося як засіб втечі від рабства.

## Сполучені Штати

### Прикидаючись білим

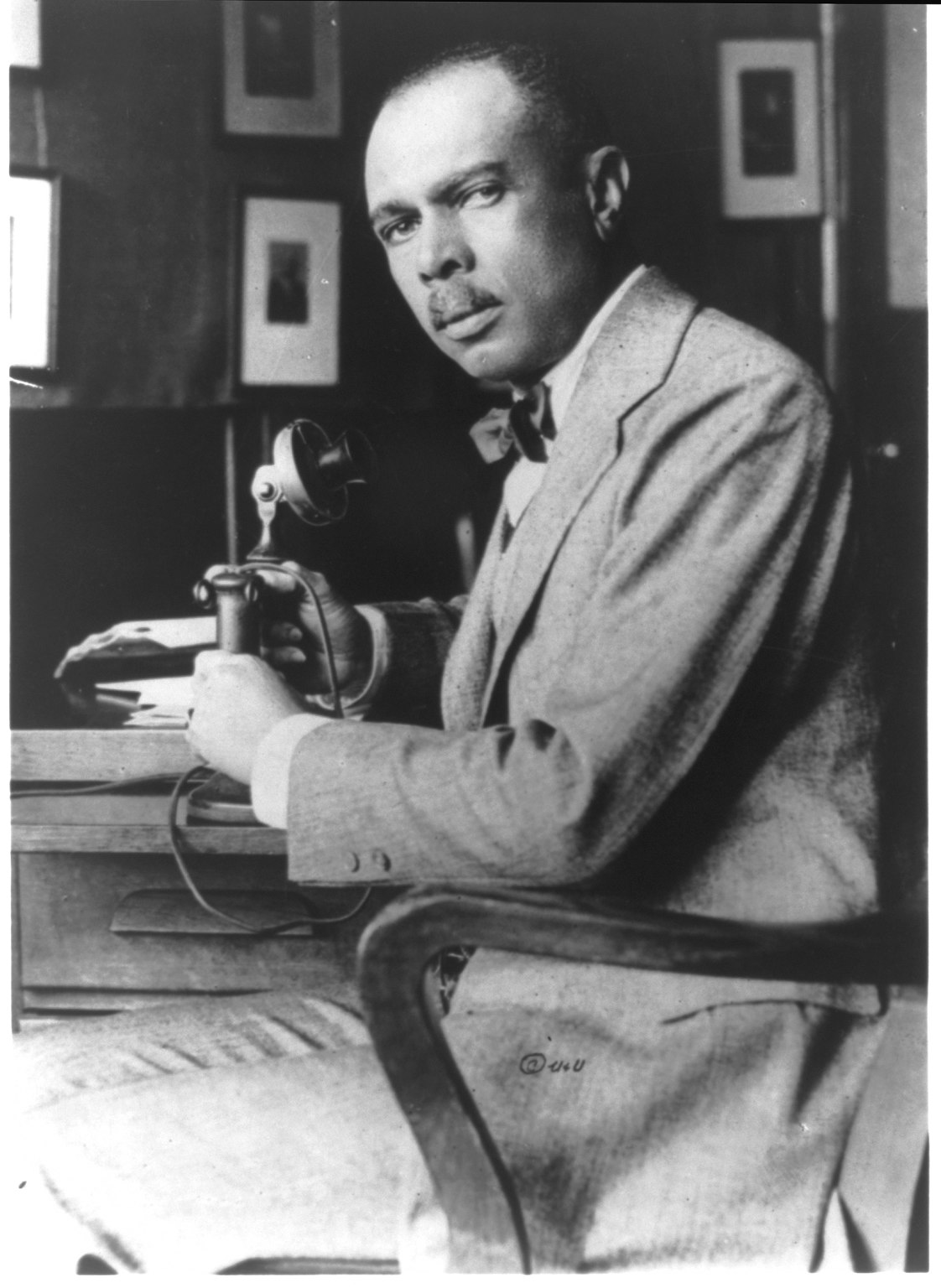
Джеймс Велдон Джонсон, автор «Автобіографії колишнього кольорового чоловіка»

Хоча в північноамериканських колоніях ще в 1664 році існувализакони проти змішаних шлюбів, що забороняли расові шлюби, не існувало законів, які б запобігали зґвалтуванню поневолених дівчат та жінок або переслідували їх за це. Під час рабства для збільшення чисельності рабів зґвалтування рабів було законним і заохочувалося. Протягом поколінь поневолені чорношкірі матері народжували дітей змішаної раси, яких вважали «мулатами», « квартеронами», «октеронами» або «гексадекаронами» на основі відсотка «чорної крові».
Хоча ці люди змішаної раси часто були наполовину білими або більше, інститути гіподесцентного суспільства та правило однієї краплі ХХ століття в деяких штатах — особливо на Півдні — класифікували їх як чорношкірих, а отже, неповноцінних, особливо після того, як рабство стало расовою кастою. Але були й інші люди змішаної раси, які народилися від союзів або шлюбів у колоніальній Вірджинії між вільними білими, майже виключно ірландськими, жінками та африканськими або афроамериканськими чоловіками, вільними, залежними або рабами, і стали предками багатьох вільних кольорових сімей у перші десятиліття Сполучених Штатів, як це задокументовано Полом Хайнеґґом у його книзі «Вільні афроамериканці Вірджинії, Північної Кароліни, Південної Кароліни, Меріленду та Делаверу».
Для деяких людей видавати себе за білих і використовувати свою білизну, щоб підняти інших чорношкірих, було найкращим способом підірвати систему, яка принижувала чорношкірих до нижчого становища в суспільстві. Ті ж самі люди, які змогли видати себе за білих, іноді були відомі тим, що покинули афроамериканську громаду і здобули освіту, щоб пізніше повернутися і допомогти у расовому піднесенні. Хоча причини, що стоять за рішенням спробувати видати себе за білих, глибоко індивідуальні, історію афроамериканців, які видавали себе за білих, можна класифікувати за наступними часовими періодами: довоєнна епоха, після емансипації, Реконструкція за часів Джима Кроу та сьогодення.:4

### Сполучені Штати до війни
У довоєнний період видавання себе за білого було способом втечі з рабства. Як тільки раби-втікачі, яких можна було вважати білими, покинули плантацію, знайшли притулок у своїй уявній білизні. Уявити себе білим означало уявити себе вільним.:4 Однак, отримавши свободу, більшість рабів-утікачів мали намір повернутися до чорноти — адже білий колір був тимчасовим маскуванням, яке вони використовували для здобуття свободи.:28 Після втечі їхня расова неоднозначність могла стати гарантією їхньої свободи. Якщо раб-втікач міг видати себе за білого, його було менше шансів бути спійманим та повернутим на плантацію. Якщо їх спіймали, білі раби, що проходили повз, такі як Джейн Моррісон могли подати до суду за їхнє звільнення, використовуючи свою білу зовнішність як виправдання для емансипації.:30

### Після емансипації
Після емансипації перевдягання у біле більше не було засобом здобуття свободи. Коли перевдягання перетворилося з необхідності на можливість, воно втратило популярність у чорній громаді. Автор Чарльз В. Честнат, який народився вільним в Огайо як афроамериканець змішаної раси, досліджував обставини, в яких опинилися кольорові люди на Півдні після емансипації, наприклад, колишня рабиня, яка одружилася з білим чоловіком невдовзі після завершення Громадянської війни. Деякі художні дослідження об'єдналися навколо фігури «трагічної мулатки», жінки, чиє майбутнє поставлене під загрозу через те, що вона є представницею змішаної раси і може видавати себе за білу.

#### Від Реконструкції до Джима Кроу
Під час епохи Реконструкції чорношкірі люди поступово отримали деякі конституційні права, яких вони були позбавлені під час рабства. Хоча вони не забезпечили «повну» конституційну рівність протягом наступного століття, доки не були прийняті Закон про громадянські права 1964 року та Закон про виборчі права 1965 року, реконструкція вперше обіцяла афроамериканцям юридичну рівність. Скасування рабства не скасувало расизму. Під час Реконструкції білі намагалися нав'язати верховенство білих, частково через зростання кількості відділень Ку-клукс-клану, стрілецьких клубів, а пізніше й воєнізованих повстанських груп, таких як «Червоні сорочки».
Деякі афроамериканці використовували метод пасування, щоб уникнути сегрегації. Ті, хто міг видати себе за білих, часто вдавалися до тактичних пасів або ж видавали себе за білих, щоб отримати роботу, навчатися чи подорожувати.:29 Поза цими ситуаціями «тактичні розігруючі» все ще жили як чорношкірі люди, і з цієї причини тактичні паси також називають «пасами з 9 до 5».:29 Письменник і літературний критик Анатоль Броярд бачив, як його батько переходив, щоб отримати роботу після того, як його креольська родина з Луїзіани переїхала на північ до Брукліну перед Другою світовою війною.
Ця ідея перетину кольорової межі в різні моменти життя досліджується в книзі Джеймса Велдона Джонсона «Автобіографія колишнього кольорового чоловіка». Але оповідач завершує роман словами: «Я продав своє первородство за миску юшки», маючи на увазі, що він шкодує про обмін своєї чорноти на білизну. Ідея про те, що перевдягання в біле означає відмову від чорноти, була поширеною в той час і залишається такою дотепер.:30
Афроамериканці також вирішили видавати себе за білих за часів Джима Кроу та після нього. Наприклад, лідер руху за громадянські права Сполучених Штатів Волтер Френсіс Вайт проводив розслідування на Півдні, під час яких він видавав себе за білого, щоб зібрати інформацію про лінчування та злочини на ґрунті ненависті, а також захистити себе в соціально ворожому середовищі. Вайт, білявий, блакитноокий та зі світлою шкірою, був змішаної раси, з домунуванням європейських генів. Двадцять семеро з 32 прапрапрапрабабусь і дідусів Вайта були білими; інші п'ятеро вважалися чорношкірими та були рабами. Вайт виріс з батьками в Атланті в чорній громаді та ототожнював себе з нею. Він обіймав посаду головного виконавчого директора Національної асоціації сприяння розвитку кольорового населення (NAACP) з 1929 року до своєї смерті в 1955 році.
У ХХ столітті Джордж Герріман, креольський карикатурист з Луїзіани, народжений у батьків-мулатів, все своє доросле життя залишався білим. Приблизно в цей час тих, хто вважав себе білими, називали на французькому креольському сленгу passant (прохожий) à blanc або pour blanc (як білий).
Згаданий вище письменник і критик ХХ століття Анатоль Броярд був креолом з Луїзіани, який у дорослому житті в Нью-Йорку та Коннектикуті вирішив видавати себе за білого. Він хотів створити незалежне письменницьке життя і відкидав класифікацію як чорношкірого письменника. Крім того, він не ототожнював себе з чорношкірими мешканцями північних міст, чий досвід значно відрізнявся від його власного, коли він був дитиною у креольській громаді Нового Орлеана. Він одружився з американкою європейського походження. Його дружина і багато його друзів знали, що він був частково чорношкірим у своєму родоводі. Його дочка Блісс Бройард дізналася про це лише після смерті батька. У 2007 році вона опублікувала мемуари, в яких простежила своє дослідження життя і сімейних таємниць батька під назвою «Одна крапля: Приховане життя мого батька: Історія раси та сімейних таємниць».

### З 2000 року по теперішній час
Видавати себе за білого є більш суперечливим у ХХІ столітті, оскільки це часто сприймається як відмова від чорношкірості, сім'ї та культури.:10 У серпні 2021 року чорношкіра сценаристка Steven Universe Future та Craig of the Creek, Танека Стоттс, розповіла Insider, що чорношкірі та коричневі персонажі в анімації часто існують неоднозначно, назвавши це «білим перехідним наративом… де наратив написаний таким чином, що він достатньо перехідний для білих, щоб пройти повз ваших керівників та можновладців». Мей Кетт, квір-сценаристка азійсько-американського походження для «Молодої Ліги справедливості», додала, що коли шоу не ведуть або не пишуть кольорові люди, чорношкірі персонажі є «поверхневою декорацією», а расове представлення відбувається «дуже схоже на квір-представлення», оскільки культурна ідентичність персонажів не показана, з «невисловленим неявним деструктивним упередженням» про те, що їхня поведінка є «правильною», поведінкою, яка «неминуче є білою».

## Австралія
Едвард Стірлінг, один з перших британських поселенців у Південній Австралії, був позашлюбною дитиною шотландського рабовласника з Ямайки та невідомої темношкірої жінки. Прибувши до Австралії, за рахунок батьківської компенсації за рабів, він прийняв шотландське ім'я і став одним з найбагатших людей колонії. Він та його сини Ланселот і Едвард Чарльз Стірлінг були членами парламенту.
Леслі Джозеф Гукер, засновник однієї з австралійських фірм з продажу нерухомості LJ Hooker, за життя приховував своє китайське походження, в тому числі змінив прізвище при народженні на Тінґю.
Подібно до практики афроамериканців, щоб уникнути правової та соціальної дискримінації, багато австралійських аборигенів видавали себе за білих. У культовій автобіографії «<i id="mw7g">Моє місце</i>» центральною темою є Саллі Морган, чия родина видавала себе за індійців, яка відкриває для себе своє корінне походження.

## Німеччина
Для євреїв у нацистській Німеччині видавання себе за «арійця» або білих і неєвреїв було способом уникнути переслідувань. Було три способи уникнути відправлення до таборів смерті: втекти, сховатися або уникнути. Жоден варіант не був ідеальним, і всі вони містили ризик бути спійманим. Люди, які не могли втекти, але хотіли продовжувати життя, не ховаючись, намагалися видати себе за «арійців». Люди, які були «явно євреями» могли спробувати змінити свою зовнішність, щоб стати «арійцями», тоді як інші євреї з більш неоднозначними рисами могли легше увійти в ідеал «арійця». У цих спробах видати себе за «арійців» євреї змінювали свою зовнішність, фарбуючи волосся у блонд і навіть намагаючись усунути обрізання. Едіт Ган Бір була єврейкою та вважалася «арійкою»; вона пережила Голокост, жила з нацистським офіцером та взяла з ним шлюб. Ган Бір написав мемуари під назвою «Дружина нацистського офіцера: як одна єврейська жінка пережила Голокост». Іншим таким прикладом є Стелла Кюблер, єврейська колабораціоністка, яка спочатку намагалася приховати своє єврейське походження.
Є також приклади протилежного: деякі люди, такі як Міша Дефонсека, Лорел Роуз Вілсон або авторка книги «Фрагменти: Спогади про воєнне дитинство», які хибно стверджували після 1945 року, що є євреями, які пережили Голокост.

## Канада
Приклади расового пасингу використовувалися людьми для асиміляції в інших групах, окрім європейської. Марі Лі Бандура, яка виросла в індіанському оркестрі Нью-Вестмінстера в Британській Колумбії, осиротіла і вважала себе останньою представницею свого народу. Вона переїхала до китайського кварталу Ванкувера, вийшла заміж за китайця і виростила чотирьох дітей, вважаючи їх китайцями і французами. Одного разу вона сказала своїй доньці Ронді Ларрабі про свою спадщину: «Я скажу тобі один раз, але ти більше ніколи не повинна мене про це питати». Марі Лі Бандура вирішила приховати своє коріння через упередження, з якими вона зіткнулася.

## У масовій культурі

### Фільми
- У фільмі 1934 року «Імітація життя» з'явилася героїня Пеола, яка має змішане походження і видає себе за білу. У ремейку 1959 року героїню перейменували на Сару Джейн.
- В екранізаціях мюзиклу «Шоу-бот» 1936 і 1951 років, дія якого відбувається на сегрегованому Півдні, з'являється героїня на ім'я Джулі, яка має змішане походження і яку приймають за білу. Відкриття її частково африканського походження спричиняє кризу, адже вона одружена з білим чоловіком.
- У фільмі «Втрачені межі» (1949) розповідається про чорношкіру пару, яка видає себе за білих у Нью-Гемпширі і стає стовпом громади, а чоловік — шанованим міським лікарем. Коли його зараховують до військово-морського флоту США, його расова приналежність розкривається. Ця вигадана історія заснована на історії реальної сім'ї.[22][23]
- «Пінкі» — фільм 1949 року на цю тему з Джинн Крейн у головній ролі південної жінки, яка видавала себе за білу на Півночі, коли навчалася на медсестру. Крейн була номінована на премію «Оскар» за найкращу жіночу роль.
- У фільмі «Оркестр ангелів» (1957) з Кларком Ґейблом, Івонн де Карло та Сідні Пуатьє в головних ролях Аманта Старр зростає привілейованою білою красунею на сегрегованому Півдні в дорабовласницькому антебелумі. Після смерті батька її світ руйнується, коли з'ясовується, що її мати була афроамериканською рабинею.
- «Сапфір» (1959) — британський фільм, який досліджує тему расової приналежності.
- «Тіні» — американський незалежний драматичний фільм 1959 року режисера Джона Кассаветіса про расові відносини в Нью-Йорку часів біт-покоління. У фільмі знялися Бен Карратерс, Лелія Ґолдоні та Г'ю Герд, які грають трьох братів-мулатів, хоча лише один з них є достатньо темношкірим, щоб вважатися афроамериканцем.
- У фільмі 1960 року «Я зійшов за білого» показано афроамериканського персонажа, якого приймають за білого.
- У фільмі «Ілюзії Джулі Деш» (1982), знятому в 1942 році, розповідається про жінку на голлівудській кіностудії, яка видавала себе за білу, щоб отримати посаду. У 1989 році Асоціація чорношкірих кінематографістів назвала його одним з найкращих фільмів десятиліття.
- У фільмі «Європа Європа» 1990 року, заснованому на реальній історії Соломона Переля під час Другої світової війни, головним героєм є молодий єврейський біженець, який відмовляється від документів, що посвідчують його особу, і врешті-решт приймається як герой нацистського режиму та взірець арійських рис.
- У фільмі «Пантера» 1995 року розповідається про чорношкірого агента Федерального бюро розслідувань на ім'я Пруїтт, який видає себе за білого, коли перебуває серед афроамериканців.
- У фільмі 1995 року «Диявол у блакитній сукні» розповідається про жінку змішаної раси, досить світлошкіру, яка опиняється втягнутою в таємницю, в якій її зовнішність є важливим фактором.
- Фільм «Сімейна справа» 1996 року розповідає про білого чоловіка, якого грає Роберт Дюваль, який після смерті матері дізнається, що вона не була його біологічною матір'ю. Його рідна мати була афроамериканкою і померла, коли народжувала його. Він також дізнається, що у нього є чорношкірий зведений брат (Джеймс Ерл Джонс), який працює поліцейським, а також тітка по материнській лінії.
- У фільмі «Людська пляма» 2003 року Ентоні Гопкінс грає роль афроамериканця змішаного походження, який більшу частину свого дорослого життя видавав себе за білого, щоб досягти своїх професійних та академічних цілей. Фільм знято за однойменним романом Філіпа Рота.
- Фільм 2021 року «Поміжжя», заснований на однойменному романі Нелли Ларсен, розповідає історію бірасової жінки, яка знайомиться з бірасовою подругою, що «проходить» як біла. Режисерка фільму Ребекка Голл надихнулася історією своєї сім'ї.[24][25]
- У фільмі 2025 року «Грішники», дія якого відбувається в 1932 році на півдні США в дельті Міссісіпі, знялася Гейлі Стайнфельд — вона грає Мері, афроамериканку, колишню дівчину одного з головних героїв; вона видає себе за білу. У реальному житті Стайнфельд має африканське походження через свого діда по материнській лінії, який був наполовину чорношкірим.

### Телебачення
- У мильній опері «Одне життя» (One Life to Live) персонаж Карли Ґрей був представлений у 1968 році як італо-американська акторка, що мандрує. Вона має інтрижки як з білими, так і з чорношкірими лікарями (скандал викликав у телеглядачів, коли Грей, яку вони вважали білою, поцілувала чорношкірого лікаря). Її справжнє расове походження розкрилося, коли покоївка Сейді Ґрей, чорношкіра жінка, видала Карлу за свою доньку.
- В останній серії першого сезону ситкому «Джефферсони» (1975) Ендрю Рубін зіграв сина Тома і Гелен Вілліс Аллана, який на два роки покинув сім'ю і подорожував Європою, видаючи себе за білого. Це розлютило його сестру Дженні, яка виглядає чорношкірою.
- 15 грудня 1984 року в епізоді «ССуботнього вечора в прямому ефірі» чорношкірий актор Едді Мерфі з'явився в скетчі «Білий, як я»,[26] в якому він використовував театральний грим, щоб виглядати як білий чоловік.
- У 1985 році актор Філ Морріс зіграв чорношкірого адвоката Тайрона Джексона в мильній опері «Молоді та невгамовні». Він використовує грим, щоб перевтілитися в білого чоловіка і проникнути в злочинну організацію.
- У «Ви зараз чи були колись», другому епізоді другого сезону телесеріалу «Ангел» (3 жовтня 2000 року), актриса Мелісса Марсала грає Джуді Ковач, грабіжницю банку в бігах, яка проїжджає повз[27][28]. Епізод відбувається в 1952 році і представляє готель «Гіперіон» як місце дії шоу.
- У листопаді 2005 року Ice Cube та лауреат премії «Еммі» режисер Р. Джей Катлер створили шестисерійний документальний серіал під назвою «Чорне. Біле», що транслювався на кабельному каналі FX. Дві сім'ї, одна чорношкіра, інша біла, протягом більшої частини серіалу жили в одному будинку в долині Сан-Фернандо. Сім'я Спаркс та їхній син Нік з Атланти, штат Джорджія, були загримовані під білих. Вургели та їхня донька Роуз були перетворені з білих на чорношкірих. Прем'єра шоу відбулася в березні 2006 року.
- У «Лібертівіллі» (29 березня 2009 року), епізоді з шостого сезону «Мертвої справи», дія якого відбувається в 1958 році, актор Джонатон Шех зображує Джуліана Беллоуза, який щойно одружився із заможною родиною у Філадельфії. Він не сказав їм, що є кольоровим креолом з Луїзіани[29]. Аналогічно, в епізоді третього сезону «Кольори» (16 жовтня 2005 року) (дія відбувається в 1945 році) Крістіна Гендрікс і Елінор Донаг'ю грають танцівницю, яка видає себе за білу вже щонайменше шістдесят років.
- Епізод 8 сезону серіалу «Закон і порядок» під назвою «Кров» (19 листопада 1997 року) розповідає про багатого афроамериканця, який все своє свідоме життя видавав себе за білого, щоб спочатку отримати роботу в корпорації на Півдні, а потім підтримати свою кар'єру. Спочатку його звинуватили у вбивстві своєї білої дружини, щоб віддати їхню темношкіру новонароджену дитину, яка викрила б його афроамериканське походження. Пізніше з'ясувалося, що його колишня дружина вбила її, щоб приховати той факт, що вона була одружена з ним і що їхній син мав чорне походження.
- У ситкомі «Незламна Кіммі Шмідт» (2015—2019) розповідається про Жаклін Вайт, корінну американку племені лакота, яка видає себе за білу. Її грає біла акторка Джейн Краковськи; кастинг білої жінки на цю роль викликав критику.[30][31][32]

### Мистецтво
- Перевтілення в іншого є постійною темою у творчості американської художниці Едріан Пайпер. Наприклад, у своєму візуальному перформансі 1988 року «Загнана в кут» Пайпер заявляє: «Я чорна» і пояснює, що ця заява може здивувати її глядачів, оскільки Пайпер, яка є світлошкірою афроамериканкою, може зійти за білу.[33]

### Музика
- Рок-гурт Big Black випустив пісню на цю тему під назвою Passing Complexion у своєму альбомі Atomizer 1986 року.[34]

### Концепції
- Метисація
- Асимільовані євреї
- Закони про індіанську кров
- Тест на коричневий паперовий пакет
- Кастинг для дальтоніків
- Кольорова термінологія раси
- Культурна апропріація
- Культурна асиміляція
- Колоризм
- Лукізм
- Передача (гендер)
- Претендіанець
- Расова мінливість
- Расова інтеграція
- Перекручування расової приналежності
- Етнічна пластична хірургія
  - Здоров'я та зовнішній вигляд Майкла Джексона
  - Мартіна Біг
  - Відбілювання шкіри
  - Прооперований єврей
- Трансрасовий (ідентичність)
- Привілеї білих
- Дослідження білизни

### Фізичні особи
- Анатоль Броярд[35]
- Альвера Фредерік[36]
- Аніта Флоренс Геммінгс[37]
- Еліс Мейсон (брокер з нерухомості)[38][39]
- Теофілус Джон Маккі
- Мерль Оберон[40]
- Елсі Роксборо[41]
- Мері Мілдред Вільямс